# Crisis de 1772

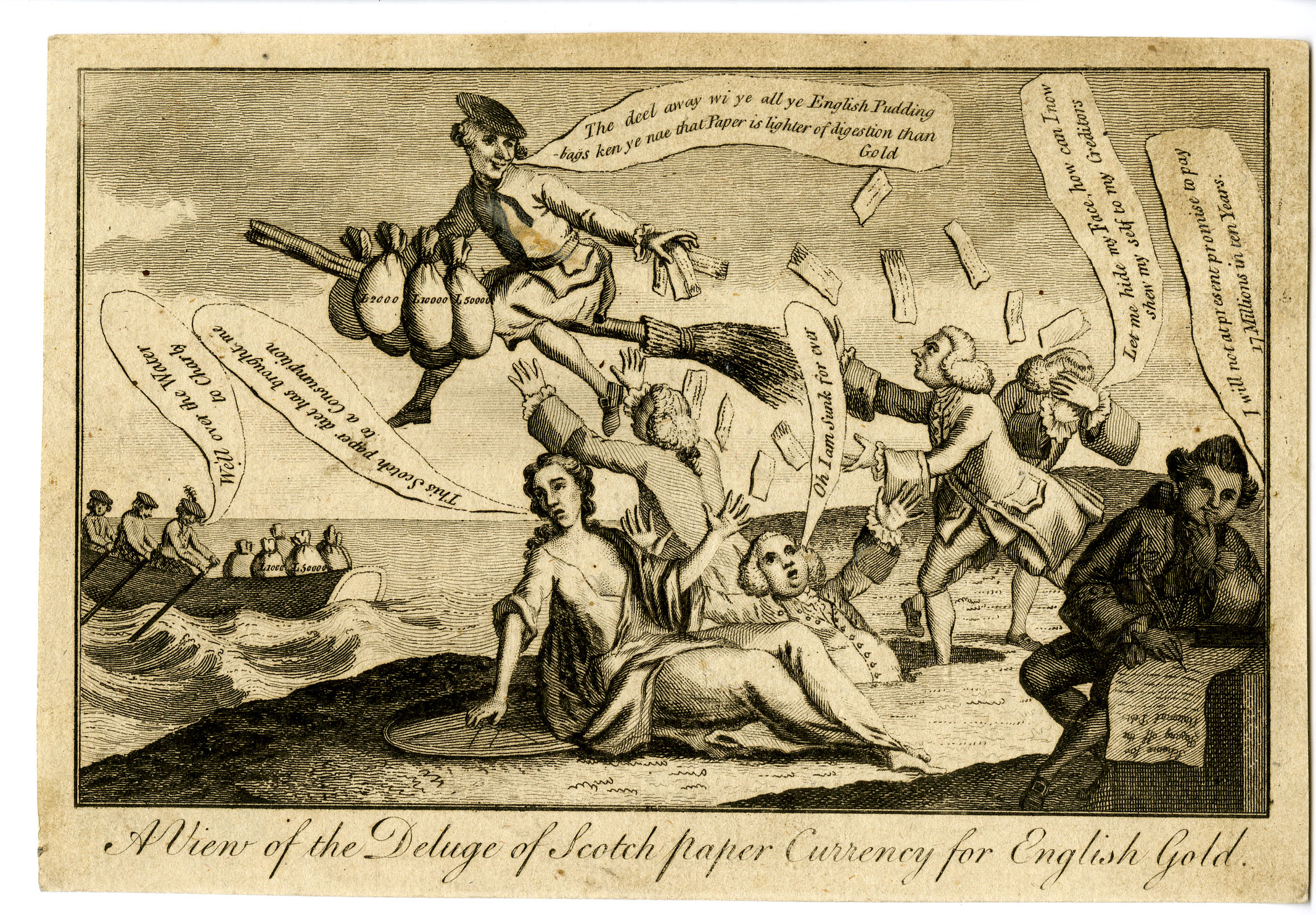
Un escocés en el aire montado en una escoba se lleva seis grandes bolsas de dinero, tres de las cuales tienen las inscripciones "£ 2.000", "£ 10.000" y "£ 50.000".

La Crisis de 1772, también conocida como la crisis crediticia de 1772 o el pánico de 1772, fue una crisis financiera en tiempos de paz que se originó en Londres y luego se extendió a otras partes de Europa, como Escocia y los Países Bajos. Alexander Fordyce, un socio de la banca Neal, James, Fordyce y Down en Londres, había perdido £ 300,000 en acciones de la Compañía de las Indias Orientales.  El 8 de junio de 1772, Fordyce huyó a Francia para evitar el pago de la deuda, y el colapso resultante de la firma provocó pánico en Londres. El crecimiento económico en ese período dependía en gran medida del uso del crédito, que se basaba en gran medida en la confianza de la gente en los bancos. A medida que la confianza comenzó a disminuir, siguió la parálisis del sistema de crédito: una multitud de personas se reunieron en los bancos y solicitaron el pago de la deuda en efectivo o intentaron retirar sus depósitos. Como resultado, veinte importantes entidades bancarias se declararon en bancarrota o suspendieron el pago a fines de junio, y muchas otras empresas sufrieron dificultades durante la crisis. En ese momento, la revista Gentleman's Magazine comentó: «No se recuerda de ningún evento en los últimos cincuenta años que haya dado un golpe  tan fatal al comercio y al crédito público».

## Antecedentes
Desde mediados de la década de 1760 hasta principios de la década de 1770, el auge crediticio, apoyado por comerciantes y banqueros, facilitó la expansión de la manufactura, la minería y las mejoras internas tanto en Gran Bretaña como en las trece colonias. Hasta el estallido de la crisis crediticia, el período de 1770 a 1772 se consideró próspero y políticamente tranquilo tanto en Gran Bretaña como en las colonias americanas. Como resultado de la Ley Townshend y el desglose de la Ley de No Importación, el período estuvo marcado con un tremendo crecimiento en las exportaciones de Gran Bretaña a las colonias americanas. Las exportaciones a América del Norte, aumentaron rápidamente en comparación con las importaciones a América del Norte entre 1750-1772. Estas exportaciones masivas fueron apoyadas por el crédito que los comerciantes británicos concedieron a los plantadores estadounidenses.
Sin embargo, los problemas están detrás del auge crediticio y la prosperidad de las economías británicas y coloniales: la especulación y el establecimiento de instituciones financieras dudosas. Por ejemplo, en Escocia, los banqueros adoptaron «la notoria práctica de dibujar y redibujar títulos de crédito ficticios ... en un esfuerzo por expandir el crédito». Con el propósito de aumentar la oferta de dinero, el banco de Douglas, Heron & Company, conocido como el «Banco Ayr», se estableció en Ayr, Escocia en 1769; sin embargo, después de que se agotó el capital original, la empresa recaudó dinero mediante una cadena de título de crédito. Henry Hamilton ha explicado cómo funciona una cadena de título de crédito: «A, por ejemplo, en Edimburgo, realizó un cobro a su agente B en Londres, pagadero en dos meses. Antes de que venciera el pago, B redirigió en A por la misma suma más intereses y comisiones. Mientras tanto, A descontó su título de crédito en Edimburgo y antes de que transcurrieran los dos meses sacó otra factura de B y así sucesivamente». Este método únicamente podía apoyar temporalmente el desarrollo económico, aunque promovía un falso optimismo en el mercado. Las señales de advertencia de la crisis inminente, como los almacenes de las colonias, fueron pasados por alto por los comerciantes británicos y los plantadores estadounidenses.

## Efectos en Escocia
En su History of banking in Scotland, William Kerr escribe:

La crisis de 1772, que fue el tema de nuestro último capítulo, aunque fue aguda y desastrosa en sus efectos inmediatos, se hizo más rápida y fácil de lo que podría haberse esperado ... La cosecha de 1773 fue bastante buena, la pesca excelente, el comercio de ganado activo, y moneda barato. Apenas los asuntos tuvieron un aspecto satisfactorio, cuando la nube oscura de la guerra proyectó su sombra sobre la tierra.

## Efectos en Europa
Después de la crisis, se observó un aumento dramático en el número de quiebras: el número promedio de quiebras en Londres fue de 310 en 1764–1771, pero aumentó a 484 en 1772 y a 556 en 1773. Los bancos que estaban profundamente involucrados en la especulación soportaron tiempos difíciles durante la crisis. Por ejemplo, los socios del Ayr Bank pagaron no menos de 63 663,397 para pagar completamente a sus acreedores. Debido a este proceso, solo 112 de los 226 socios permanecieron solventes hasta agosto de 1775. En contraste, los bancos que nunca se habían involucrado en la especulación no tuvieron pérdidas y ganaron prestigio por su excelente desempeño a pesar de la turbulencia. La Compañía de las Indias Orientales sufrió fuertes pérdidas y su precio de las acciones cayó significativamente. Como las entidades bancarias holandesas habían invertido mucho en las acciones de East India Company, sufrieron la pérdida junto con los otros accionistas. De esta manera, la crisis crediticia se extendió de Londres a Ámsterdam.

## Efectos en las Trece colonias
La crisis de 1772 deterioró enormemente las relaciones deudor-acreedor entre las colonias americanas y Gran Bretaña, especialmente en el sur. Las colonias del sur, que producían tabaco, arroz y añil y las exportaban a Gran Bretaña, obtuvieron un crédito más alto que las colonias del norte, donde se producían productos competitivos. Se estimó que en 1776 el monto total de la deuda que los mercaderes británicos que reclamaban de las colonias era igual a ￡2,958,390; Las colonias del sur tenían reclamaciones de ￡2,482,763, casi el 85 por ciento de la cantidad total. Antes de la crisis, el sistema de comercio de comisiones prevalecía en las colonias de plantaciones del sur. Los comerciantes en Londres ayudaron a los plantadores a vender sus cultivos y enviaron lo que los plantadores querían comprar en Londres como devolución. La comisión igualó el precio de los bienes británicos menos los ingresos de los cultivos. Por lo general, a los plantadores se les otorgó crédito por doce meses sin intereses y al cinco por ciento sobre el saldo del impago después de la fecha límite.
Después del estallido de la crisis, los comerciantes británicos solicitaron con urgencia el pago de la deuda, y los plantadores estadounidenses enfrentaron el grave problema de cómo pagar la deuda por varias razones. Primero, debido al auge económico antes de la crisis, los plantadores no estaban preparados para la liquidación de deuda a gran escala. Cuando el sistema de crédito se rompió, las letras de cambio fueron rechazadas y casi todo el oro pesado fue enviado a Gran Bretaña. Segundo, sin el apoyo del crédito, los plantadores no pudieron continuar produciendo y vendiendo sus productos. Desde que todo el mercado quedó paralizado, la caída del precio de sus productos también intensificó la presión sobre los plantadores. Debido a la crisis, las colonias soportaron tiempos difíciles para mantener la balanza de pagos.
La crisis de 1772 también desencadenó una cadena de eventos relacionados con la controversia sobre el mercado colonial del té. The East India Company fue una de las empresas que sufrió los golpes más duros de la crisis. Al no pagar o renovar su préstamo del Banco de Inglaterra, la empresa trató de vender sus dieciocho millones de libras de té de sus almacenes británicos a las colonias estadounidenses. En aquel entonces, la empresa tenía que comercializar su té en las colonias a través de intermediarios, por lo que el alto precio hacía que su té fuera desfavorable en comparación con el que se contrabandeaba o se producía localmente en las colonias. En mayo de 1773, sin embargo, el Parlamento impuso un impuesto de tres peniques por cada libra de té vendida, y permitió que la empresa vendiera directamente a través de sus propios agentes. La Ley del Té redujo el precio del té y permitió el monopolio de East India Company sobre el negocio local del té en el mercado colonial del té. Furiosos por la forma en que el gobierno británico y la Compañía de las Indias Orientales controlaban el comercio colonial de té, los ciudadanos de Charleston, Filadelfia, Nueva York y Boston rechazaron el té importado, y estas protestas finalmente llevaron al Boston Tea Party en 1773.